# Alúa
Alúa, también transcrito como Halúa, Halbas o Alba, fue una aldea situada al noroeste del núcleo urbano de Fuenlabrada (Comunidad de Madrid, España), que fue despoblada a finales del siglo XV.

## Historia
La aldea de Alúa se fundaría en torno a los siglos XII o XIII, durante las repoblaciones llevadas a cabo por los reyes castellanos durante la Reconquista. Fue citada en el manuscrito de 1427 de las visitaciones del clérigo Martín Sánchez a las iglesias del arciprestazgo de Madrid, en el que aparece como degana de la iglesia del poblado vecino de Fregacedos. A principios del siglo XVI ya estaba despoblada. Según las Relaciones Topográficas de Felipe II, que se llevaron a cabo en Fuenlabrada en 1576, los vecinos de Fuenlabrada tenían la creencia de que las antiguas aldeas de Fregacedos y Alúa (Alba) habían sido deshabitadas porque otras aldeas cercanas los maltrataban y robaban el ganado:
«(...) y Fregacedos y Alba es opinión que se despoblaron porque eran maltratados de los pueblos comarcanos, que son Móstoles y Moraleja y Humanes, por intercesión que los ganados los pasaban de su término a los otros, les quitaban dos dichos ganados llevándoles de cinco reses una, y dejaron los dichos pueblos y se pasaron a vivir a este dicho lugar, a donde asimismo les hacen los mismos tratamientos y les quitan ganados como dicho tienen.»
En la actualidad no se conserva ningún resto en pie del antiguo poblado.